# Mafra-palota
A 18. századi Mafra-palota (Palácio Nacional de Mafra) épületegyüttese Lisszabon városközpontjától 28 km-rel északra, az agglomeráció peremén áll. Négy fő része a palota, a kolostor, a könyvtár és a székesegyház. Az alapvetően barokk stílusú építményen az olasz neoklasszikus hatás is kimutatható.

## Története
Nagylelkű János portugál király megfogadta, hogy kolostort építtet, ha felesége, Ausztriai Mária életképes fiúgyermeknek ad életet. Első fia, Péter (1712–1714) még csecsemőkorában meghalt, az 1714-ben született József azonban életerős kisgyermeknek bizonyult, ezért a király parancsára 1707-ben elkezdték Johann Friedrich Ludwig (Frederico Ludovici) grandiózus terveinek (880 szoba és 300 cella, 4500 ajtó, illetve ablak, 154 lépcső, 29 belső udvar) megépítését. Az épületegyüttes fő homlokzata 200 m hosszú; középső része a bazilika, két szárnya a palota, illetve a kolostor. Az építkezést 1730-ban fejezték be, és ez a palota lett a portugál királyok nyári rezidenciája: az udvar a vadászidényre költözött ide.
A márványt Pêro Pinheiróból és Sintrából hozták (ez utóbbi, jellegzetes fajtát lioznak nevezik), a nemesfákat Brazíliából. A szobrok és egyéb díszítő elemek többsége francia, belga, olasz, illetve holland munka.
A szent Antalnak szentelt kolostor építésének történetét a 18. század első harmadának valóságos történelmi környezetébe helyezve, valós történelmi események és alakok leírásával mutatja be José Saramago: A kolostor regénye c. művében (1982; magyarul: Európa, 2007).
2012-ben a Mafra-palota elnyerte az Európa Kulturális Öröksége (Europa Nostra Awards) díjat.

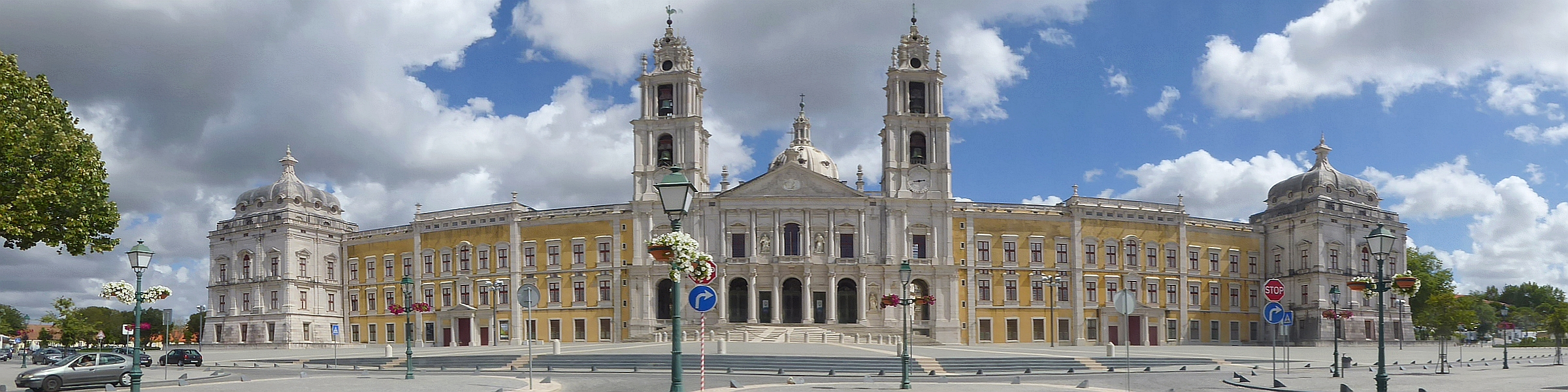
Panorama Palácio Nacional de Mafra

## Székesegyház
A kéttornyú templomban a világon egyedülálló módon három pár nagy, eleve közös hangzásra épített orgonát helyeztek el: kettőt a presbitériumban, ugyancsak kettőt-kettőt a kereszthajó két oldalán. Ezeket több száz méter hosszú galérialabirintus köti össze. Az orgonisták szépen faragott faerkélyeken foglalnak helyet. Az építők szándéka jelentős késéssel valósult meg, ugyanis a hat hangszer először csak 2009-ben szólalt meg együtt. 1807-ben, közvetlenül építésük befejezte előtt ugyanis Napóleon megtámadta Portugáliát, és a királyi család Brazíliába menekült. A király csak 1821-ben tért vissza, eddigre a megrongálódott hangszerek közül ötöt rendbe hoztak. A hatodikat azonban 1831-ben lebontották; ezt csak 2002–2009 között állította helyre Dinarte Machado, aki egyúttal restaurálta a többit is, mert azok fa alkatrészeit addigra a nedvesség komolyan károsította.
A bazilika szoborgyűjteménye neves olasz mesterek alkotásaiból áll. Közülük magyar vonatkozású Magyarországi Szent Erzsébet apácaöltözékes, szandálos, csaknem 3 méter magas, lioz márványból faragott szobra. Giovanni Battista Maini (1690–1752) olasz szobrász műve a palota főbejáratától jobbra, az egyik fülkemélyedésben áll. A szobrot 1999-ben restaurálták.
A Mafra Királyi és Tiszteletreméltó Testvériség Szentség kanonikusan alapították a bazilikát.